# 亨芬费尔德
亨芬费尔德是德国巴伐利亚州的一个市镇。总面积6.64平方公里，总人口1867人，其中男性937人，女性930人（2011年12月31日），人口密度281人/平方公里。